# 3928 Randa
3928 Randa este un asteroid din centura principală, descoperit pe 4 august 1981 de Paul Wild.